# Квестор священного палацу
Квестор священного палацу (дав.-гр. κοιαίστωρ (κυαίστωρ τοῦ ἱεροῦ παλατίου); лат. quaestor sacri palatii) — пізньо-римська і візантійська посадова особа, відповідальна за розробку законів. У пізнішій Візантії обов'язки квестора були змінені і він став старшою судовою посадовою особою  Константинополя. Посада квестора священного палацу була створена імператором  Костянтином I Великим з такими обов'язками: розробка законів і відповідь на петиції на ім'я імператора.
Хоча квестор працював головним юридичним радником імператора і, отже, міг мати великий вплив, його фактичне судове право було обмежено. Таким чином, з 440 року він керував судом в Константинополі спільно з префектом преторія Сходу, разом з яким квестор розбирав заявки з провінцій. По Notitia Dignitatum, квестор мав чин vir illustris ("Ясний пане") і мав шістьох помічників (adiutores) з відділів sacra scrinia.
В в середині VI століття, за законом їх кількість була збільшена до 26 adiutores: 12 з scrinium memoriae і по сім від epistolarum scrinium і scrinium libellorum, хоча на практиці ці цифри найчастіше перевищені. Мабуть, найпомітнішим був квестор Трібоніан, який вніс великий внесок в римське право при  Юстиніані I. Посада квестора священного палацу існувала в Італії навіть після розпаду Західної Римської імперії. У час своїх реформ, в 539 році Юстиніан I створив іншу посаду квестора, який отримав у своє командування поліцію і судову владу в Константинополі, а також доручив нагляд за іноземцями, які приїхали в столицю імперії.
На рубежі IX століття, квестор втратив більшу частину своїх обов'язків щодо інших посадових осіб. Тоді з'явилася посада середнього квестора. У його обов'язки включали: спостереження за мандрівниками і людьми з провінції, які відвідують Константинополь; нагляд за жебраками; прийом скарг від мешканців; керівництво судом столиці. Посада зникла в XIV столітті.